# Jed Steer
Jed Steer, född 23 september 1992 i Norwich, är en engelsk fotbollsmålvakt. Tidigare klubbar är bland annat Norwich City, Cambridge United och Yeovil Town.